# Рубини, Нуриэль
Нуриэ́ль Руби́ни (англ. Nouriel Roubini; род. 29 марта 1958 года, Стамбул, Турция) — американский экономист, профессор Нью-Йоркского университета. Один из самых авторитетных экспертов в мире по вопросам глобальных финансов, он сумел предсказать глобальный финансовый кризис (2008—2011). Президент компании RGE Monitor. Имеет прозвище Dr. Doom.

## Биография
Родился в Стамбуле, в семье иранских евреев. В двухлетнем возрасте вместе с родителями переехал в Тегеран; позднее семья переехала в Израиль. С 1962 по 1983 жил в Милане, обучался там в университете Боккони. Затем занимался в аспирантуре Гарвардского университета.
В 1982 году окончил университет Боккони в Милане по специальности «экономика». В 1988 году окончил Гарвардский университет по специальности «международная экономика».
- В 1993 году — профессор факультета экономики в Йельском университете.
- С 1995 года по настоящее время — профессор экономики в Stern School of Business[англ.] Нью-Йоркского университета.
- 1998 год — старший экономист по международным вопросам в Совете экономических консультантов при президенте США.
- 2004 год — председатель совета директоров аналитической компании Roubini Global Economics[англ.].

Еще в 2006 году спрогнозировал, что в США разразится ипотечный кризис, который положит начало мировому экономическому кризису.
По мнению Рубини, Карл Маркс правильно оценил риски нерегулируемого капитализма, хотя и преувеличил достоинства социализма. Он также заявлял в начале 2010-х, что «англо-саксонская модель невмешательства государства в экономику сегодня также с треском провалилась».
Владеет английским, итальянским, фарси и ивритом.

## Признание заслуг
- New York Times назвала экономиста пророком (англ. a prophet)[10].
- По версии британского журнала Prospect Magazine[англ.] (2009), Рубини занимает вторую позицию в списке ста великих, ныне живущих интеллектуалов (англ. list of the world’s 100 greatest living public intellectuals)[11].
- Четвёртое место в списке ста великих мировых мыслителей по версии журнала Foreign Policy и один из ста наиболее влиятельных людей мира по оценке журнала Time[12][13].
- The Times поместил его в список 100 самых выдающихся людей планеты в категории «Мыслители»[14].
- В 2010 году Forbes признал его самым влиятельным в мире экономистом[14].

## Книги
- Alberto Alesina, Nouriel Roubini, Gerald D. Cohen. Political Cycles and the Macroeconomy. MIT Press, 1997.
- Нуриэль Рубини, Стивен Мим. Как я предсказал кризис. Экстренный курс подготовки к будущим потрясениям = Crisis Economics: A Crash Course in the Future of Finance. — М.: Эксмо, 2011. — ISBN 978-5-699-48479-9.